# خزان أوجالا الجوفي

الطبقة المشبعة بالمياه بخزان أوجالالا الجوفي في عام 1997 وبعد عدة عقود من معدلات السحب المتفاوتة. تقل سُمك الخزان بشكل عام من الشمال للجنوب

المناطق التي انخفض فيها مستوى المياه في الفترة 1980-1995 موضحة باللونين الأصفر والأحمر ؛ المناطق التي زاد فيها تظهر في ظلال اللون الأزرق. البيانات من USGS

معدلات انسحاب المياه الجوفية (المياه العذبة ، جميع المصادر) بواسطة الولايات المتحدة في عام 2000. المصدر: الأطلس الوطني

إن حوض المياه في أوجالالا هو عبارة عن خزان مياه قريب من منسوب الأرض محاط بالرمل والطمي والطين والحصى ويقع أسفل السهول الكبرى في الولايات المتحدة. وهو أحد أكبر مكامن المياه الجوفية في العالم. وتبلغ مساحتها حوالي 174000 ميل مربع (450,000 كيلومتر مربع) في أجزاء من ثماني ولايات هم (ساوث داكوتا، نبراسكا، وايومنغ، كولورادو، كانساس، أوكلاهوما، نيو مكسيكو، وتكساس). [1] تم تسميته في عام 1898 من قبل الجيولوجي ن.ه. دارتون من موقعه المحلي بالقرب من مدينة أوجالالا، نبراسكا. طبقة المياه الجوفية هي جزء من نظام المياه الجوفية في السهول الكبر (بالإنجليزية: High Plains)‏ ، وتستند إلى تكوين أوجالالا (بالإنجليزية: Ogallala)‏، وهي الوحدة الجيولوجية الرئيسية التي تشكل 80٪ من السهول الكبرى. [2] [3]
بدأت عمليات الاستخراج أو السحب على نطاق واسع للأغراض الزراعية بعد الحرب العالمية الثانية بسبب جزئيا الري المحوري المركزي وتكيف محركات الضخ لآبار المياه الجوفية. [4] اليوم حوالي 27 ٪ من الأراضي المروية في الولايات المتحدة بأكملها تقع على طبقة المياه الجوفية، والتي تنتج حوالي 30 ٪ من المياه الجوفية المستخدمة في الري في الولايات المتحدة. [5] إن طبقة المياه الجوفية معرضة لخطر الإفراط في السحب والتلوث. فمنذ عام 1950، أدى الري الزراعي إلى خفض حجم المياه المشبعة في طبقة المياه الجوفية بنسبة 9 في المائة. وبمجرد استنزافها، ستستغرق طبقة المياه الجوفية 6000 سنة لتجديدها طبيعيا من خلال هطول الأمطار. [6]